# Wapen van Twisk

Het wapen van Twisk

Het wapen van Twisk werd op 26 juni 1816 per besluit van de Hoge Raad van Adel aan de op 1 januari 1812 ontstane Noord-Hollandse gemeente Twisk toegekend. Het wapen bleef, ondanks de afsplitsing van Opperdoes in 1817, tot 1 januari 1979 in gebruik bij de gemeente Twisk, waarna de gemeente opging in de fusiegemeente Noorder-Koggenland.

## Blazoenering
De blazoenering van het wapen luidt als volgt:
Van lazuur, beladen met drie dorre boonstoppels, staande op een terras, alles van goud.
Het wapen is blauw van kleur met daarop een geheel gouden voorstelling. De voorstelling bestaat uit drie stengels van bonenplanten staande op een ondergrond.

## Symboliek
De herkomst van het wapen is niet helemaal bekend, vermoedelijk is het wel een agrarische achtergrond. Volgens Sierksma echter herinnert het aan de tuinbouw, meer specifiek de bonenteelt. Vergelijkbare wapens zijn die van onder andere Opperdoes en Wervershoof.

## Vergelijkbare wapens

Het wapen van Opperdoes
Het wapen van Wervershoof